# Kanton Jarville-la-Malgrange
Kanton Jarville-la-Malgrange (fr. Canton de Jarville-la-Malgrange) je francouzský kanton v departementu Meurthe-et-Moselle v regionu Grand Est. Tvoří ho 12 obcí. Před reformou kantonů 2014 ho tvořily 4 obce.

## Obce kantonu
od roku 2015:
- Azelot
- Burthecourt-aux-Chênes
- Coyviller
- Fléville-devant-Nancy
- Heillecourt
- Houdemont
- Jarville-la-Malgrange
- Ludres
- Lupcourt
- Manoncourt-en-Vermois
- Saint-Nicolas-de-Port
- Ville-en-Vermois

před rokem 2015:
- Heillecourt
- Houdemont
- Jarville-la-Malgrange
- Ludres